# Frumosu
Frumosu é uma comuna romena localizada no distrito de Suceava, na região de Bucovina. A comuna possui uma área de 99.62 km² e sua população era de 3579 habitantes segundo o censo de 2007.